# Ron Kitaj
 (janvier 2012).
Si vous disposez d'ouvrages ou d'articles de référence ou si vous connaissez des sites web de qualité traitant du thème abordé ici, merci de compléter l'article en donnant les références utiles à sa vérifiabilité et en les liant à la section « Notes et références ».
Ronald B. Kitaj (29 octobre 1932 - 21 octobre 2007) est un peintre figuratif américain généralement classé dans le mouvement pop. Son travail est essentiellement figuratif et souvent lyrique ; éclectique, il utilise de nombreux médias, y compris les lithographies et collages. La manipulation de la peinture est souvent sommaire et les sujets obscurs.

## Biographie
Il est né en 1932 à Cleveland, en Ohio. Il n'avait aucune intention claire de devenir un artiste, mais il a étudié brièvement à la Cooper Union pour l'avancement des sciences et des arts à New York. En 1950, il a navigué sur un bateau qui est allé au Mexique et à La Havane. À partir de 1951, il a été un marin sur divers pétroliers. Il s'est ensuite rendu en Europe et a étudié à l'Akademie der Künste Bildenden de Vienne.
Après 1954, il est retourné brièvement à New York, puis a réalisé un tour d'Europe faisant des dessins, et passant un hiver sur la côte catalane. De 1955 à 1957, il a servi dans la branche américaine, puis a étudié à l'Université d'Oxford en Angleterre avec une bourse financé par IG. De 1960 à 1962, il a étudié l'art au Royal College of Art à Londres avec David Hockney.
Il expose le travail dans les expositions jeunes contemporains aux Galeries RBA. Entre 1961 et 1967, il a enseigné à la Slade School of Art, à Ealing College technique et à l'École de Camberwell des Arts et Métiers. En 1962, il a collaboré avec Eduardo Paolozzi et en 1963 il a eu sa première exposition solo à la galerie Marlborough de New London. En 1964, il a été présenté à la Biennale de Venise et la documenta III de Cassel et en 1968 à la documenta IV. En 1965-1966 il est revenu aux États-Unis pour une exposition rétrospective au Los Angeles County Museum of Art. En 1967, il expose aux Pays-Bas, et a été professeur invité à l'Université de Californie à Berkeley.
En 1968, il a quitté les États-Unis et retourna en Europe. Cette année une exposition rétrospective de son œuvre graphique entière tournée Allemagne de l'Ouest. En 1976, il a été inclus dans l'exposition Pop Art en Angleterre montre à Hambourg, Munich et York. En 1978-1979, il a attiré rien mais les modèles au pastel. En 1981, il a été inclus dans l'exposition un nouvel esprit en peinture à l'Académie royale de Londres.
Il est mort en 2007.
Kitaj est considéré comme un artiste pop, mais beaucoup de son travail défie toute classification facile. La culture contemporaine est montrée dans ses tableaux, en particulier lorsque des événements historiques ont été manipulés par les médias de masse.
Son fils, Anton Lemuel Kitaj, est un scénariste réputé, connu sous le pseudonyme de Lem Dobbs.